# Carlos Pereira Nunes
Carlos Pereira Nunes, primeiro e único barão de São Carlos (Paraíba do Sul, RJ, 1814 - Paraíba do Sul, RJ, 6 de fevereiro de 1894) foi um fazendeiro e nobre brasileiro.

## Biografia
Era filho do comendador Inácio Pereira Nunes e de Maria Luísa Delfina, meio-irmão do barão do Rio do Ouro, e cunhado do barão de Santo Antônio. Foi casado com Florinda do Couto Nunes, com quem teve 10 filhos.
Foi dono de diversas fazendas, como por exemplo a fazenda Santo André, em Paraíba do Sul, herdada de seu pai após sua morte, em 28 Março 1857.
Obteve grande fortuna no cultivo de café e como financista. Era figura ilustre na alta sociedade do vale do Paraíba e da capital.
Cavaleiro da Imperial Ordem da Rosa, foi agraciado, em 28 de agosto de 1877, barão de São Carlos, por sua grande doação de dinheiro à Casa de Caridade de Paraíba do Sul e à Sociedade de Beneficência Portuguesa do Rio de Janeiro, custeando as despesas do hospital por dois meses.
Faleceu em sua fazenda Santo André, sendo sepultado em Paraíba do Sul..